# Antonio Brencich
Antonio Brencich (* 17. August 1966 in Mailand) ist ein italienischer Bauingenieur.
Brencich erhielt seinen Laurea-Abschluss in konstruktivem Ingenieurbau an der Universität Genua und wurde 1996 am Polytechnikum in Turin mit einer Dissertation über Bruchmechanik promoviert. Er ist Assistenzprofessor (Professore Associato) für konstruktiven Ingenieurbau an der Universität Genua. Er lehrt Stahl- und Spannbetonbau und Verkehrsbau.
Ab 2009 war er technischer Direktor des Labors für Bauingenieurwesen der Universität. 
Er forscht über Bruchmechanik bei Beton und spröden Materialien, Brücken aus Stahl und Mauerwerk und Charakterisierung der Dauerhaftigkeit von Beton. 
Er trat als Befürworter des Abrisses des Polcevera-Viadukts von Riccardo Morandi in Genua ein und kritisierte dessen Entwurf zum Beispiel 2016 scharf. In Genua gab es eine heftige politische Diskussion um die Frage von Abriss oder weiterer Sanierung. 2018 stürzte die Brücke ein. Brenchic wurde zum Mitglied der Untersuchungskommission ernannt.
Antonio Brencich wohnt in Genua.

## Schriften (Auswahl)
- Metodi agli elementi di contorno per l'analisi della concentrazione di tensione in lastre sollecitate biassialmente. Istituto di scienza delle costruzioni, Università di Genova, Facoltà di ingegneria, 1994 (39 Seiten)[3]
- Un algoritmo numerico iterativo per la determinazione dello stato di tensione-deformazione di una sezione presso inflessa in cemento armato. Genua : Istituto di scienza delle costruzioni, 1994 (31 Seiten)[3]